# Les Autres Contes de Canterbury
Pour plus de détails, voir Fiche technique et Distribution.
Les Autres Contes de Canterbury (Gli altri racconti di Canterbury) est une comédie érotique italienne à sketches réalisée par Mino Guerrini et sortie en 1972.
Réalisé dans le sillage des Contes de Canterbury de Pier Paolo Pasolini, sorti une semaine plus tôt dans les salles italiennes, Les Autres Contes de Canterbury est aussi issu des Contes de Canterbury, une série de vingt-quatre histoires écrites par Geoffrey Chaucer entre 1387 et 1400. 

## Synopsis
Le film est divisé en quatre épisodes. Dans le premier, Elena a une liaison « contre nature » avec le despote de Brindisi au détriment de son mari. Dans le deuxième, Olimpia échappe à la violence de son mari en cherchant l'« étreinte » d'un moine, puis de tout le couvent. Dans le troisième, une femme surprend son mari en flagrant délit d'adultère ; dans le dernier épisode, un sculpteur de figures religieuses est cocu et malmené.

## Fiche technique
- Titre français : Les Autres Contes de Canterbury[1]
- Titre original italien : Gli altri racconti di Canterbury[2]
- Réalisateur : Mino Guerrini
- Scénario : Mino Guerrini d'après les Contes de Canterbury de Geoffrey Chaucer
- Photographie : Antonio Maccoppi
- Montage : Mino Guerrini
- Musique : Elsio Mancuso, Berto Pisano (sous le nom de « Burt Rexon »)
- Décors : Giovanni Natalucci
- Sociétés de production : LIF-Transeuropa Film
- Pays de production :  Italie
- Langues originales : italien
- Format : couleurs - Son mono - 35 mm
- Durée : 96 minutes
- Genre : comédie érotique italienne à sketches
- Dates de sortie :
  - Italie : 8 septembre 1972
  - France : 11 janvier 1973

## Distribution
- Enza Sbordone : Elena
- Francesco D'Adda : Gallante
- Antonio Di Leo : Le Seigneur de Brindisi
- Alida Rosano : Olimpia
- Giacomo De Michelis : le mari d'Olimpia
- Gianfranco De Angelis (it) : le frère chercheur
- Enzo Maggio (it) : Beppe
- Giuseppe Volpe : Bigetta, la femme de Beppe
- Mirella Rossi : la jeune servante
- Francesco Angelucci : Nino
- Eleonora Vivaldi : la femme de Nino
- Gianni Ottaviani : l'amant de la femme de Nino
- Teodoro Corrà : l'aubergiste ligure
- Mariana Camara : Rebecca, la jeune mariée juive
- Samuel Montalegre : Isaac, le mari juif
- Renato Cecilia (it) (sous le nom de « Fortunato Cecilia ») : Farinello
- Assunta Costanzo : madone Collagia
- Roberto Borelli : Chiodo
- Jocelyne Munchenbach : la femme de Farinello
- Gianfranco Quadrini
- Amelia Sassaroli
- Rolando Prosperi